# ريتشارد ديلاب
ريتشارد ديلاب (بالإنجليزية: Richard Delap)‏ (20 يوليو 1942، ويتشيتا في الولايات المتحدة - 26 أكتوبر 1987)؛ روائي أمريكي.